# GriFF
Cet article possède des paronymes, voir Griffe, Grif (homonymie) et GRRIF.
Pour les articles homonymes, voir Griff.
GriFF est un illustrateur français de cartes postales des années 1910.
Malgré l'engouement de nombreux collectionneurs pour ses cartes humoristiques, aucune information ne nous est parvenue sur cet illustrateur. 
Il cible son humour sur les travers humains, la ruralité, la guerre de 1914-1918, les militaires, les crises économiques, etc. On compte au moins 900 cartes humoristiques à son actif.
Il signe ses cartes d'un des symboles suivants, voire parfois des 3 :
- GriFF
- un triangle isocèle avec l'inscription ALPHA à l'intérieur
- une pleine lune souriante (parfois colorée en jaune)